# Mignon Nevada
Mignon Nevada (Parigi, 14 agosto 1886 – Long Melford, 25 giugno 1971) è stata un soprano britannica.

## Biografia

### Primi anni
Nacque a Parigi, figlia del soprano lirico americano Emma Nevada e del marito inglese Raymond Palmer. Prese il nome dal personaggio del titolo dell'opera Mignon del 1866, scritta dal suo padrino, il compositore francese Ambroise Thomas. La sua voce era leggera e agile, e sua madre l'ha addestrata a diventare un soprano di coloratura, anche se Sir Thomas Beecham pensava che fosse un errore e che invece avrebbe dovuto essere un mezzosoprano.

### Carriera
Il suo esordio è stato nel febbraio 1908 presso il Teatro Costanzi di Roma, come Rosina in Rossini's Il barbiere di Siviglia. Il New York Times ha riferito che le amiche di sua madre, Adelina Patti e Mary Garden, hanno viaggiato fino a Roma solo per assistere all'esordio di Mignon. Le sue esibizioni ricevettero una buona recensione dal pubblico e di conseguenza fu ingaggiata per cantare altre otto volte oltre le sue quattro esibizioni originali. Il suo successo ha portato sua madre a richiedere un'udienza per Mignon con papa Pio X (sua madre aveva avuto un'udienza con Leone XIII dieci anni prima).
Mignon fece altre prime apparizioni in Italia e Portogallo e poi si recò in Inghilterra dove apparve come Ofelia in Hamlet sotto Thomas Beecham all'inizio della stagione invernale del 1910 a Covent Garden. Nel 1917 è apparsa come Desdemona in Otello di Verdi con Frank Mullings nel ruolo del titolo e Frederic Austin come Iago. Beecham ha descritto l'interpretazione della Mignon di Desdemona come "la migliore che abbia mai visto su qualsiasi palcoscenico". I suoi altri ruoli a Londra inclusi Olympia in I racconti di Hoffmann di Offenbach, Zerlina nel Don Giovanni di Mozart, e Marguerite nel Faust di Gounod. La sua ultima apparizione lì fu nel 1922.
Altre sedi includevano l'Opéra-Comique di Parigi nel 1920 (nel ruolo del titolo di Lakmé di Delibes e come Mimì nella La bohème di Puccini ), La Scala di Milano nel 1923 e l'Opéra di Parigi nel 1932. È apparsa anche alla Royal Opera di Lisbona, all'Aldwych Theatre di Londra e con la Royal Philharmonic Society.

### Ultimi anni
Più tardi nella sua carriera è diventata un'insegnante di canto. Uno dei suoi studenti era Kyra Vayne. È morta a Long Melford.

## Discografia
Nel 1938 Mignon Nevada fece una registrazione di "Le Soir", una canzone di Ambroise Thomas che fu eseguita per la prima volta da sua madre. Questa è l'unica registrazione che si sa abbia fatto. Fu pubblicata per la prima volta su un disco da 78 giri da 12 pollici (International Record Collector's Club 118) con un'introduzione parlata da sua madre e ristampata su LP nel 1965 sulla stessa etichetta come parte di una compilation (cat. N. IRCC L-7025). Raymond Ericson del New York Times ha descritto la sua interpretazione come piuttosto affascinante. L'LP includeva anche Frauenliebe und Leben di Schumann, cantata da Julia Culp (1910); "Casta diva" dalla Norma di Bellini e "Non mi dir" dal Don Giovanni di Mozart, entrambe cantate da Frieda Hempel; "Printemps qui start" da Samson et Dalila di Saint-Saëns, cantata da Kathleen Howard; "Regal in His Low Estate" da La regina di Saba di Goldmark, cantata da Marie Rappold ; e un'aria da Thaîs di Massenet, una canzone di Bemberg, e due impostazioni di Reynaldo Hahn di poesie da A Child's Garden of Verses di Robert Louis Stevenson, tutte cantate da Mary Garden. Tutte le registrazioni risalgono al 1910-1938.